# The Slim Shady EP
| Recensione | Giudizio |
| ---------- | -------- |
| AllMusic   |          |
| XXL        |          |

The Slim Shady EP è il primo EP del rapper statunitense Eminem, pubblicato nel 1997 dalla Web Entertainment.

## Descrizione
Il disco fu distribuito dalla Web Entertainment sotto forma di CD e audiocassetta per un totale di circa 150 copie e venne realizzato come anticipazione all'album di debutto del rapper, The Slim Shady LP (1999). Il disco attirò l'attenzione di Dr. Dre, che lo propose alla Interscope Records, che scritturò Eminem.

## Tracce
1. Intro (Slim Shady) – 1:08 – Eminem
2. Low Down, Dirty – 4:44 – Da Brigade (Denaun Porter & Kuniva)
3. If I Had... – 4:06 – DJ Rec
4. Just Don't Give a Fuck – 4:00 – Bass Brothers, Eminem (co-prod.)
5. Mommy – 0:39
6. Just the Two of Us – 4:20 – Bass Brothers, Eminem (co-prod.)
7. No One's Iller (featuring Swifty McVay, Bizarre & Fuzz Scoota of D12) – 4:58 – DJ Head
8. Murder, Murder – 4:40 – DJ Rec
9. If I Had... (Radio Edit) – 4:01 – DJ Rec
10. Just Don't Give a #?@! (Radio Edit) – 4:03 – Denaun Porter

## Formazione
- Eminem – rapping
- DJ Head – scratch (traccia 2)
- DJ Len Swan – scratches (tracce 6 e 8)
- Frogg – rapping (tracce 4 e 10)